# Erwin Tochtermann
Erwin Tochtermann (* 23. Februar 1930 in München-Schwabing; † 9. September 2023) war ein deutscher Journalist und Publizist.

## Leben
Erwin Tochtermann studierte Germanistik an der Ludwig-Maximilians-Universität München, wo er im Wintersemester 1952 Mitglied der Landsmannschaft Hansea auf dem Wels wurde.
Im Anschluss war er 38 Jahre lang von 1960 bis 1998 bei der Süddeutschen Zeitung (SZ) als Reporter und insbesondere Gerichtsreporter tätig.

Die Arbeitsgemeinschaft Strafrecht des Deutschen Anwaltvereins (DAV) ehrte den 76-jährigen am 11. November 2006 in Dresden mit dem Preis „pro reo“ für sein journalistisches Lebenswerk. Er habe

„Maßstäbe für eine seriöse, faire, präzise, aber zugleich lebendige und menschlich einfühlsame Berichterstattung aus dem Gerichtssaal gesetzt.“

Zuletzt lebte er im Chiemgau. Er trat Ende 1998, wenige Wochen vor seinem 69. Geburtstag, in den Ruhestand. Von Helmut Kerscher, dem SZ-Gerichtsreporter höchstrichterlicher Urteile des BGH und BVerfG, wird seine Stilistik hervorgehoben, die „klar, bildhaft und prägnant“ sei und damit literarischen Maßstäben standgehalten habe. Er starb am 9. September 2023.

## Werke
- Der Kiebitz unterm Watschenbaum, München 1969
- Oiß wos Recht is ! Kurzgeschichten aus dem Münchner Stadtanzeiger[4], Mit Illustrationen von Reiner Zimnik. München 1982
- Die Leichen im Keller der bayerischen Justiz. Vorwort von Gerhard Mauz, München 1983